# Lassità legamentosa
La lassità legamentosa o ipermobilità articolare è una condizione di tensione inferiore alla norma di un legamento a livello dell'articolazione e che rende instabile la stessa, fino a sviluppare fenomeni degenerativi come l'artrosi.

## Tipologia
La lassità legamentosa può avere due origini: congenita, a causa di disturbi al tessuto connettivo, o acquisita in seguito a traumi o patologie di varia natura.

### Congenita
La lassità legamentosa congenita può essere di carattere ereditario, trasmessa geneticamente da genitore a figlio, oppure un'anomalia nello sviluppo del feto, che si rende manifesta ed è riscontrabile solo dopo la nascita. Spesso può dipendere anche da una anomalia delle ossa presenti nella struttura articolare. 

Seguono i tipi di lassità legamentosa congenita più comuni.
- Ginocchio varo/Ginocchio valgo

Il ginocchio si definisce varo quando in posizione eretta il femore e la tibia non sono perfettamente allineati, ma formano un angolo ottuso all'interno (gambe a cavallerizzo). Fra le varie cause questa posizione può essere determinata anche dalla lassità del legamento collaterale esterno del ginocchio. In un ginocchio valgo invece il femore e la tibia formano un angolo acuto all'esterno comunemente indicato con il nome di "gambe ad X". In questo caso invece una possibile causa è la lassità del legamento collaterale interno.
- Displasia femoro rotulea

La displasia femoro-rotulea si manifesta quando legamenti alari della rotula non riescono a tenerla in asse rispetto alla sua articolazione con la troclea femorale.
- Spondilolistesi

La spondilolistesi è lo scivolamento in avanti dei corpi vertebrali (le vertebre) causato dalla mancanza dei legamenti che le tengono in asse rispetto alle vertebre soprastanti e sottostanti.
- Lussazione scapolo-omerale

Si ha una lussazione scapolo-omerale quando i legamenti a livello dell'articolazione della spalla, a causa della loro lassità, non riescono a tenere in sede la stessa.
- Lussazione congenita all'anca

Si ha una lussazione congenita all'anca quando l'articolazione coxo-femorale (l'articolazione che unisce osso iliaco e femore), a seguito di uno sviluppo anomalo a livello osteo-articolare, non è tenuta in sede dai legamenti e dalla capsula articolare.
- Iperlassità diffusa[2]:
  - Lassità legamentosa diffusa non specifica
  - Sindrome di Ehlers-Danlos
  - Sindrome di Stickler
  - Sindrome di Marfan
  - Sindrome di Loeys–Dietz
  - Osteogenesi imperfetta
  - Sindrome di Down
  - Disostosi cleidocranica
  - Miotonie congenite (canalopatie muscolari)
  - Sindrome di Morquio

### Post-traumatica
La lassità legamentosa può anche essere acquisita in seguito a traumi quali distorsione, sublussazione e lussazione dell'articolazione.
Anche in questo caso segue un elenco dei tipi di lassità legamentosa post-traumatica più comuni.
- Lesione dei legamenti articolari delle caviglie

La lesione dei legamenti articolari delle caviglie si può presentare in seguito a distorsioni che interessano l'articolazione tibio-tarsica e l'articolazione tibio-peroneale. 

Questo genere di lesione determina possibili traumi successivi nelle regioni interessate andando ad aumentare l'instabilità.
- Lesione dei legamenti articolari del ginocchio

La lesione dei legamenti aritcolari del ginocchio può interessare la parte interna (legamento collaterale mediale), la parte esterna (legamento collaterale esterno), o la parte pivot-centrale (legamento crociato anteriore e/o legamento crociato posteriore) dell'articolazione. 

Queste lesioni causano instabilità della parte interessata e possono coinvolgere anche strutture quali menisco e cartilagine articolare.
- Lassità dei legamenti della spalla

La lassità dei legamenti della spalla è legata a traumi articolari multidirezionali alla spalla, e causa dolore e problemi nell'uso dell'articolazione, oltre a possibili casi di lussazione della stessa.

La gravità della lesione, sia di origine traumatica che di origine congenita, viene determinata, oltre che da una diagnosi per immagini (TAC e RMN), anche dall'esame obiettivo di uno specialista ortopedico che ne indica la gravità attribuendo un valore alla lesione, dalla minore alla maggiore instabilità, con + (uno più), ++ (due più), +++ (tre più).

### Acquisita (non traumatica)
- Artrite reumatoide
- Lupus eritematoso sistemico
- Poliomielite

## Condizioni associate
Chi ha disordini di ipermobilità dovuti a lassità e debolezza dei legamenti è stato notato essere più soggetto a fibromialgia, prolasso della valvola mitrale, e disturbi d'ansia come attacchi di panico.

## Conseguenze
La lassità legamentosa può dare origine a fenomeni come ipermobilità e scrocchiamento articolare, facilità alle ernie, tra cui ernia del disco (con discopatia e radicolopatia), disturbi gastrointestinali, lussazione e sublussazione (es. disordini craniomandibolari, displasia dell'anca), insorgenza precoce di osteoartrosi, familiarità con la parodontite, disturbi della colonna vertebrale (cifosi, scoliosi, lordosi).

## Trattamenti
Il trattamento della lassità legamentosa può essere effettuato in due modi: trattamento conservativo e trattamento chirurgico.

### Trattamento conservativo
A seguito di una lassità legamentosa si ricorre solitamente ad un tipo di trattamento che non prevede interventi chirurgici ma il potenziamento della parte dell'articolazione non lesionata: la stabilità articolare infatti è data dall'interazione tra 3 sistemi: sistema legamentoso, sistema muscolare e sistema nervoso propriocettivo. A seguito della lassità dei legamenti si va quindi ad aumentare la forza nell'apparato muscolare e l'equilibrio nel sistema propriocettivo.

### Trattamento Chirurgico
Si ricorre al trattamento chirurgico di lassità legamentose nei casi più gravi, o nei casi in cui il trattamento conservativo non abbia ottenuto i risultati sperati. 

Questo tipo di trattamento prevede la sostituzione del legamento lesionato, con metodi adeguati alla problematica:
- Trapianto autologo di legamento: Viene prelevata una porzione di tendine da un muscolo del paziente stesso, e questa viene poi inserita in sostituzione del legamento lesionato. Questa tecnica è utilizzata soprattutto nel trattamento di lassità legamentose del ginocchio.

- Trapianto allograft: Nei casi in cui non c'è la possibilità di prelevare il tendine dal paziente, si effettua la sostituzione del legamento lesionato con un tendine prelevato da cadavere.

- Trapianto di legamento sintetico: La sostituzione del legamento lesionato viene fatta con un legamento artificiale.

- Sutura del tendine interessato: Quando il trapianto non si rende necessario, si effettua una semplice sutura del tendine interessato. Questo tipo di operazione si effettua nella maggior parte dei casi alla cuffia dei rotatori della spalla.